# طريق السلمان بصية
طريق السلمان بصية هو طريق صحراوي ثانوي، في قضاء السلمان بمحافظة المثنى جنوب العراق، طوله 176 كيلومتراً، يربط مدينة السلمان غرباً بمدينة بصية شرقاً.
| الموقع        | البعد كيلومتراً |
| وجاجة         | 7              |
| الشاوية       |                |
| القليب        |                |
| الرفاعية      |                |
| الهيشريات     |                |
| شعيب الميل    |                |
| شعيب الصبيخية |                |
| شعيب الغانمي  |                |
| الركراك       |                |
| وادي السدير   |                |
| بصية          |                |